# 大バザール (ウルムチ市)

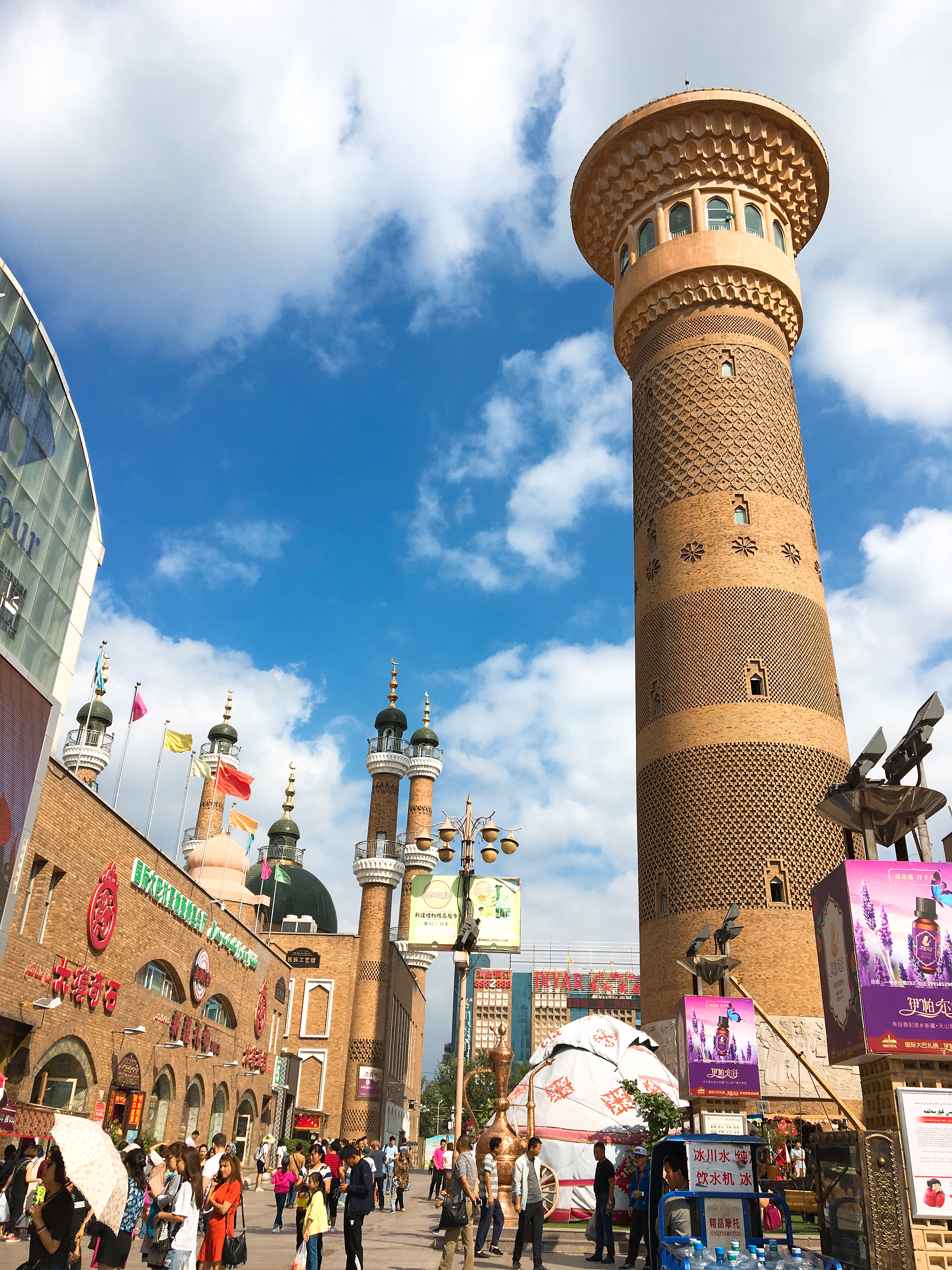
新疆国際大ザール

ウルムチ市大バザール（ウルムチしだいバザール）は新疆国際大ザール（しんきょうこくさいだいバザール、中国語: 新疆国际大巴扎、ウイグル語: شىنجاڭ خەلقئارا چوڭ بازىرى）として、中華人民共和国新疆ウイグル自治区ウルムチ市天山区二道橋地区にあり、伝統的バザールというより、観光・遊覧、民族商業、飲食、民族芸術展示、小売が一体となった新しい活気に満ちた観光地・商業地区である。この大バザールは国家AAAA級観光地になっていて、国家級夜間文化観光消費群、国家級観光レジャー地区、大バザール歩行者天国は中国グルメ観光十大通りの一つとされている。

## 概要
新疆国際大バザールは2003年に建設され、2018年に新疆国際大バザール歩行街の拡張が始まった。バザールの床面積は約9万平方メートルで、バザール本体のほか、高さ70メートルを超える「シルクロードタワー」、1000人を収容できる舞台芸術劇場、770メートル以上の異なるテーマの屋外歩行者天国がある。大バザールの建築は、イスラム、中国、ウイグルの建築様式に加え、古代ギリシャなど現地の建築様式が組み合わされており、新疆が東西文化交流の中心地でありたい願望を反映している。 新疆国際大バザールでは、「シルクロード千年の感動」、「シルクロード相互鑑賞」、「アヴァンティ国夢の旅」などの常駐公演や、中国の国家級無形文化遺産をテーマとした公演や展示が行われている。

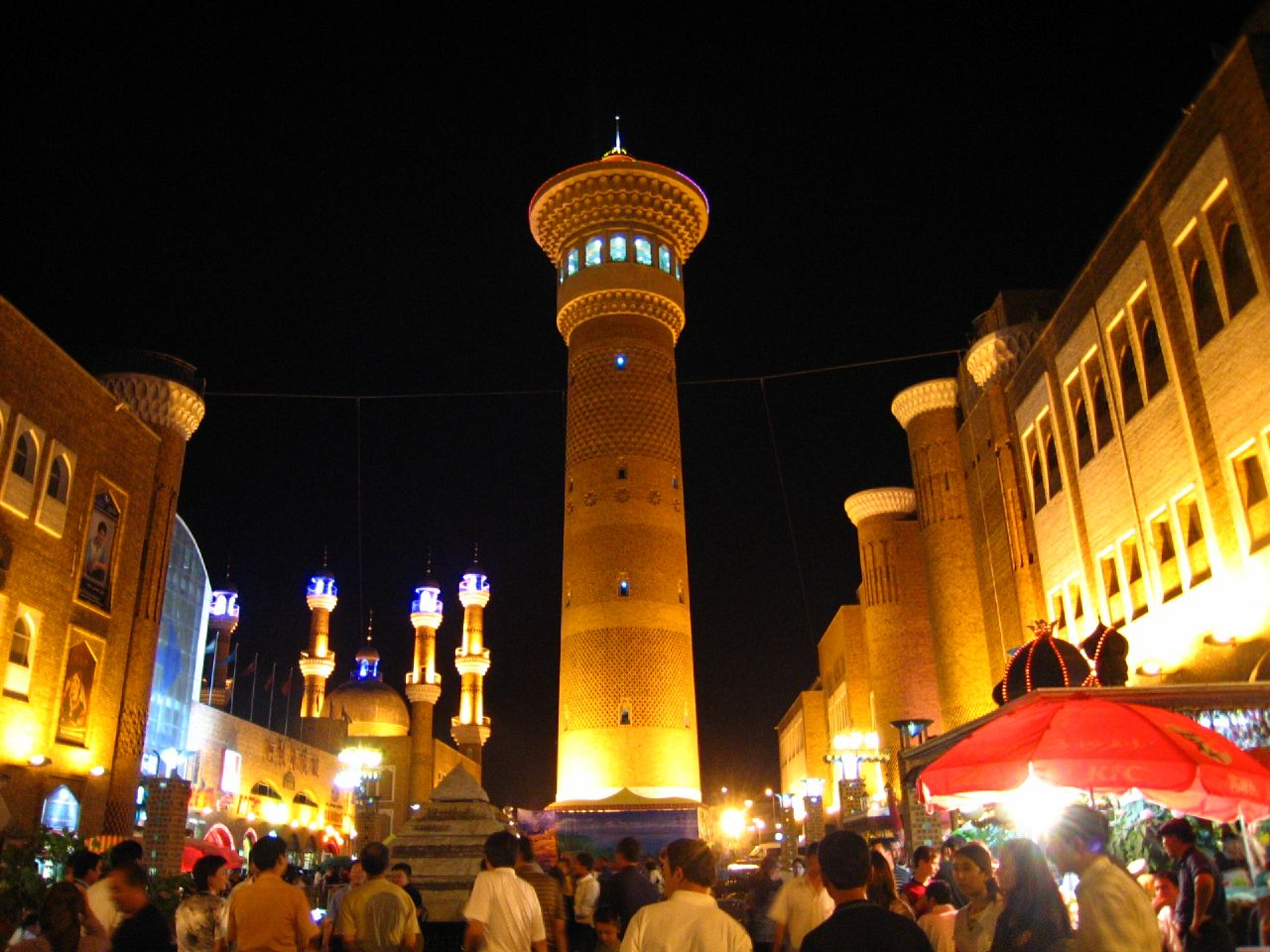
夜の新疆国際大ザール

## 交通
ウルムチ市中心部の天山区にあり、南環状道路に面している。